# Mariä Himmelfahrt (Margarethenberg)

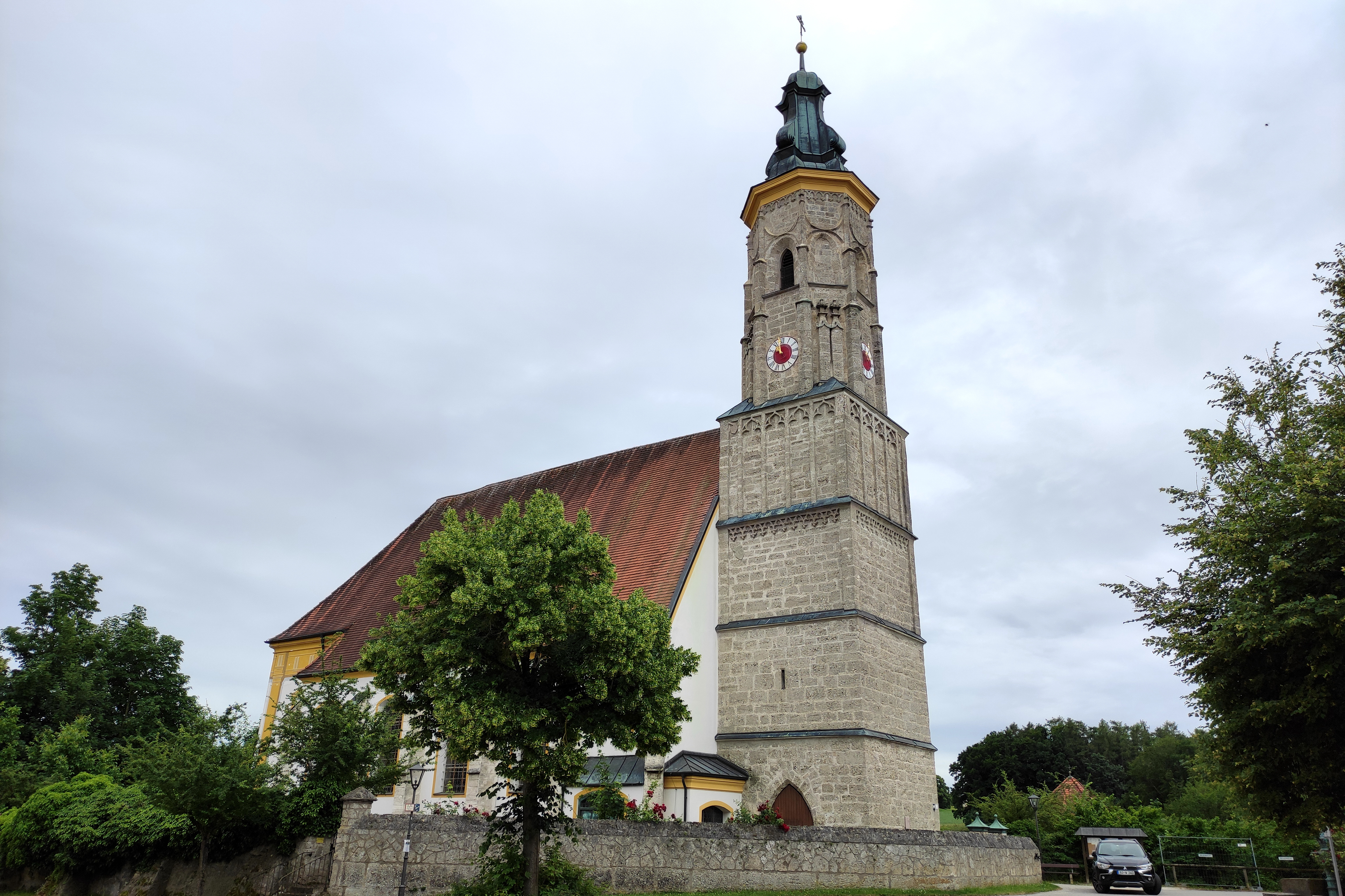
Mariä Himmelfahrt in Margarethenberg

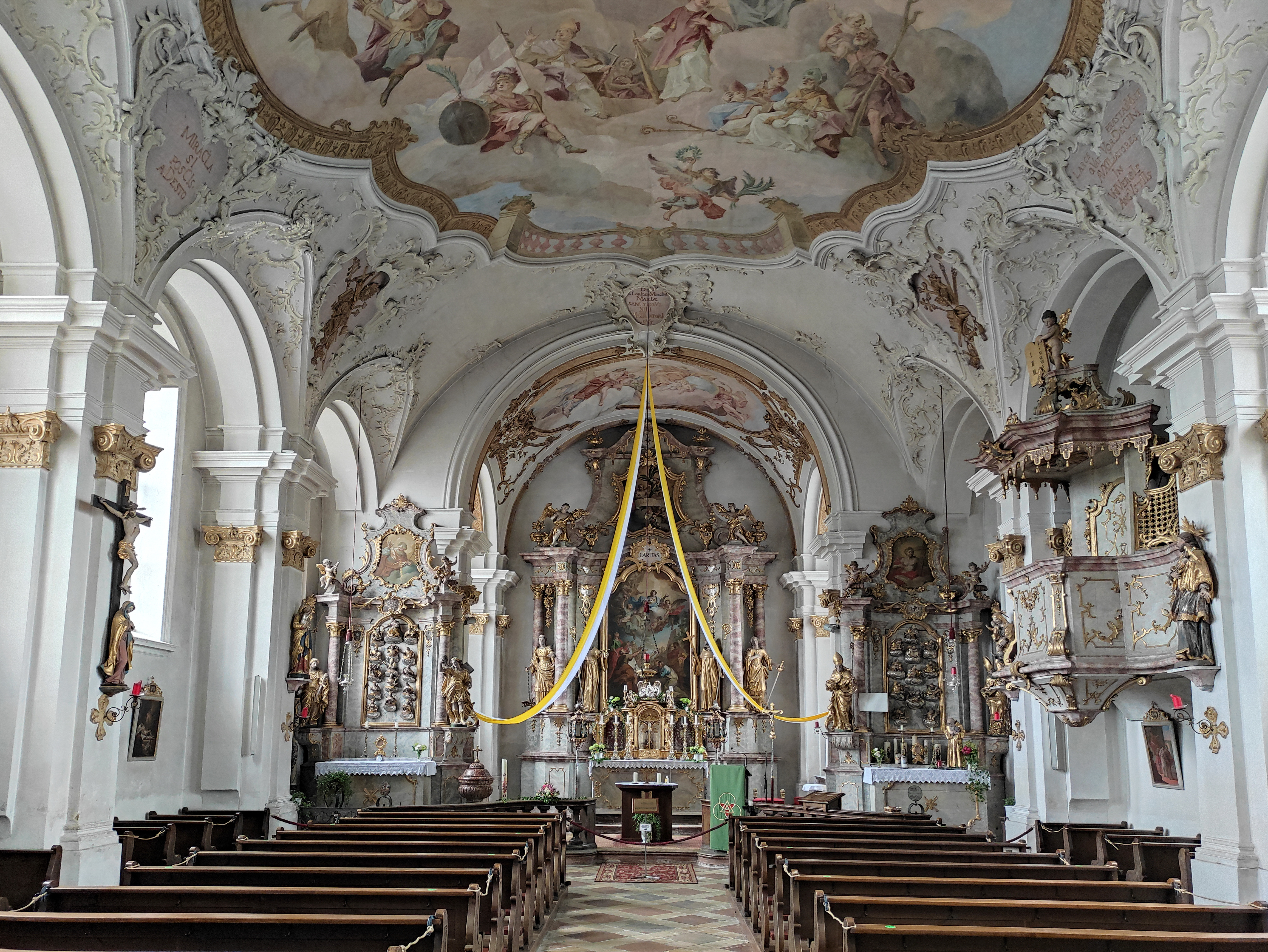
Innenansicht

Die römisch-katholische Pfarrkirche Mariä Himmelfahrt, eine ehemalige Wallfahrtskirche, steht in Margarethenberg, einem Gemeindeteil von Burgkirchen an der Alz im oberbayerischen Landkreis Altötting. Das Bauwerk ist in der Liste der Baudenkmäler in Burgkirchen an der Alz unter der Nr. D-1-71-113-48 eingetragen. Das Patrozinium der Kirche wird am 15. August (Mariä Himmelfahrt) gefeiert. Die Kirche gehört zum Dekanat Altötting im Bistum Passau.

## Beschreibung
Die 1403/06 erbaute dreischiffige spätgotische Hallenkirche wurde 1751/53 nach einem Entwurf von Franz Alois Mayr zur barocken Wandpfeilerkirche umgestaltet. An das von Strebepfeilern gestützte Langhaus wurden im Osten ein eingezogener Chor und eine Sakristei mit einem darüber liegenden Oratorium an dessen Südwand angebaut. Der spätgotische Kirchturm im Westen wurde 17565/59 um zwei achteckige Geschosse für den Glockenstuhl mit vier Kirchenglocken und die Turmuhr erhöht und mit einer Welschen Haube bedeckt.
Der Innenraum des Langhauses ist mit einem Stichkappengewölbe überspannt. Den Stuck hat Johann Baptist Zimmermann entworfen. Er gestaltete das Retabel des 1740 aufgestellten Hochaltars, der von den Skulpturen des Benedikt von Nursia und des Bernhard von Clairvaux flankiert wird.